# Cristiano Araújo
Cristiano de Melo Araújo (Goiás, 24 de janeiro de 1986 – Goiânia, 24 de junho de 2015) foi um cantor, compositor e músico brasileiro de música sertaneja, fazendo parte do subgênero sertanejo universitário.
Tornou-se conhecido por canções como "Efeitos" (2011), "Você Mudou" (2012), "Maus Bocados" (2013), "Cê Que Sabe" (2014), "É Com Ela Que Eu Estou" (2014) e "Hoje Eu Tô Terrível" (2015), entre outras. Seu cachê era um dos mais altos do Brasil, ao lado de artistas como Anitta, Fernando & Sorocaba, Luan Santana e Cláudia Leitte.
Durante sua carreira, gravou apenas um álbum de estúdio e outros três ao vivo. Seu último lançamento em vida foi o álbum ao vivo In the Cities, gravado na cidade de Várzea Grande, na Região Metropolitana de Cuiabá, em agosto de 2014 e lançado em novembro do mesmo ano.
Cristiano morreu aos 29 anos em 24 de junho de 2015, num acidente automobilístico, no qual sua Range Rover saiu da pista onde estavam num trecho entre Morrinhos e o trevo de Pontalina e capotou. A namorada do cantor, Allana Moraes, também estava no carro e morreu na hora. Cristiano Araújo ainda foi socorrido com vida e seria levado ao Hospital de Urgências de Goiânia de helicóptero, contudo sofreu uma hemorragia interna na região do abdômen e morreu no caminho.

## Biografia
Nascido em Goiás, antiga capital do estado homônimo e, à época, conhecida como Goiás Velho, Cristiano de Melo Araújo teve desde criança a influência da música sertaneja. Era cantor por natureza, pois a música estava no sangue, e tinha uma voz muito grave, vinda de família, desde seus bisavós, avós, pais e tios, que sempre estiveram no meio da música, uma tradição que já dura quatro gerações. Logo aos três anos, já mostrava sua aptidão na música, que fez com que seu pai percebesse que Cristiano teria um futuro artístico, pois mesmo sem falar direito, já era afinado, e conseguia cantar no compasso da melodia.
Aos 6 anos de idade, ganhou dos seus pais, João Reis de Araújo e Zenaide Silva Melo, seu primeiro violão, no qual fez seus primeiros acordes, e aos 9 anos, começou a fazer apresentações em público, participando de festivais, apresentando-se em festas e comemorações. Começou a compor muito cedo, e aos 10 anos fez sua primeira composição. Daí em diante, foi-se aperfeiçoando a cada dia escrevendo músicas, e assim passou a ser procurado por artistas interessados em suas composições. Aos 13 anos, gravou seu primeiro CD com 5 músicas para participar do Festival do Faustão, onde ficou entre os 6 melhores da Região Centro-Oeste, ganhando o direito de gravar uma faixa no CD Jovens Talentos. Isso tudo fez com que as portas se abrissem para uma carreira promissora, fazendo shows em campanhas políticas, se apresentando em programas de televisão e participando de grandes eventos. Continuou com sua carreira solo até os 17 anos, quando resolveu cantar em duplas. Nesse período, formou a dupla Cristiano & Gabriel, que durou aproximadamente 6 anos, gravou alguns trabalhos em vídeos e CDs, não conseguindo o êxito esperado, mas amadurecendo como artista a cada dia.

## Carreira

### 2010–11: Desempenho nacional eEfeitos
Em 2010, com 24 anos, resolveu seguir novamente carreira solo com um projeto mais ousado e diversificado, preparando a gravação de um CD e DVD com participações de grandes artistas de renome nacional. Em 2011, o projeto foi concretizado, intitulado Efeitos Tour 2011, com participações de grandes cantores, como Jorge (da dupla Jorge & Mateus), Gusttavo Lima e Humberto & Ronaldo, dentre outros.  A partir daí, as coisas começaram a acontecer, com a explosão da música "Efeitos", de sua autoria, gravada com o amigo e companheiro de longa data Jorge, e já na primeira semana de divulgação na internet, as visualizações foram incontáveis, totalizando em pouco tempo mais de 5 milhões de acessos (nos vários vídeos postados). Com isso, a procura de contratantes pelo Brasil aumentou, proporcionando a média de mais de 20 shows por mês em todo o território nacional.
O Google divulgou uma série de listas, chamada de "Zeitgeist", com os termos mais buscados em seu site durante o ano de 2011. Na categoria das letras de músicas mais procuradas no Brasil, ao lado de artistas consagrados como Paula Fernandes e Luan Santana, estava o "quase desconhecido" Cristiano Araújo na terceira posição, com a canção "Efeitos".
Sem nenhum trabalho de divulgação que se comparou ao dos artistas sertanejos do primeiro escalão, a canção não figurou na lista de mais tocadas nas rádios em 2011, mas não ficou de fora do repertório das boates e festas sertanejas. Nem mesmo Cristiano, que também foi compositor da música, sabia explicar ao certo o sucesso da canção, mas apostou na questão da linguagem.
| “ | Acho que a gente consegue passar a mensagem, o sentimento, de uma forma que as pessoas gostam e entendem. 'Efeitos' é uma composição minha, do Raynner Sousa, do Vitor Lima e do Didi Latino. Toda música que eu escolho gravar é pelo coração, pelo sentimento, e não porque eu acho que pode dar certo ou não. Tenho a impressão de que o sucesso de 'Efeitos' é por conseguir passar de uma forma certa o sentimento que eu quis passar. | ” |

Depois, o fruto desse trabalho foi a participação de Cristiano no programa Domingão do Faustão, no qual foi premiado por votação direta do público e garantiu a sua participação em um dos maiores festivais sertanejos do Brasil, o Sertanejo Pop Festival 2012, realizado em São Paulo.

### 2012–13:Ao Vivo em GoiâniaeContinua

Capa do Dvd Ao Vivo em Goiânia, de 2012.

Em 2012, lançou seu segundo álbum ao vivo, intitulado Ao Vivo em Goiânia, com participações de Bruno & Marrone, Fernando & Sorocaba, Israel & Rodolffo, Zé Ricardo & Thiago, Hugo Henrique, seu pai João Reis, entre outros. O show, gravado no dia 8 de fevereiro no Atlanta Music Hall, contou com uma superprodução e um dos pontos altos do espetáculo foi o painel de LED de última geração, com efeitos incríveis. O cantor fez sucesso com a regravação do hit "Bará Berê" (que foi tema da novela Salve Jorge, da Rede Globo) e com a música "Você Mudou", uma versão sertaneja de "Making Love Out of Nothing at All", do Air Supply. Nesse DVD, também foi lançada nas rádios a canção "Mente Pra Mim", que tornou-se um hit em todo o país, pontuando principalmente no primeiro semestre de 2013.
Em 2013, o cantor fez uma participação na novela Salve Jorge, cantando a música "Bará Berê" na última Festa da Estudantina. Entre os atores que participaram da gravação, estavam Roberta Rodrigues (Vanúbia), Solange Badim (Delzuite), Nando Cunha (Pescoço) e Dira Paes (Lucimar). No mesmo ano, Cristiano lançou seu primeiro álbum de estúdio, Continua, com 20 novas músicas, entre elas: "Maus Bocados", "Caso Indefinido", "Ei, Olha o Som (Empinadinha)" e outras, e começou a fazer o tour Continua Pelo Brasil. A canção "Maus Bocados", lançada em setembro de 2013, onde a gravação do clipe foi na histórica Cidade de Goiás, configurou-se entre as mais tocadas nas rádios em 2014, ficando em 11ª lugar na parada anual segundo a Billboard Brasil. "Caso Indefinido" (lançada em junho de 2013) foi o primeiro single do álbum, e esteve entre as 50 mais executadas do ano de 2013. O álbum fez um enorme sucesso, e foi certificado com disco de platina duplo pela ABPD, e vendeu cerca de 200 000 cópias.

### 2014–15:In The Cities - Ao Vivo em Cuiabá

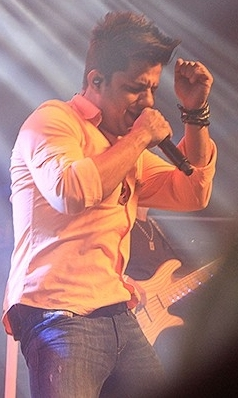
Araújo se apresentando em Caldas Novas, Goiás, em 2014.

Em 2014, lançou o seu último DVD, intitulado In The Cities (o nome, traduzido para o português "Nas Cidades", foi dado por conta do projeto visual). O cenário trouxe diversas novas imagens de cidades a cada mudança de música, sendo este realizado na cidade de Várzea Grande na Região Metropolitana de Cuiabá (Mato Grosso). O projeto contou com a direção geral da Hit Music e a produção musical de Dudu Borges, um dos maiores produtores do Brasil. Com padrões internacionais, o DVD contou com uma estrutura de mais de 40 toneladas de equipamentos, trazendo o que havia de mais moderno em tecnologia. Uma das grandes novidades reveladas foi um aplicativo lançado com exclusividade — parceria entre a CIA americana e Hit Music — e proporcionou uma interatividade direta com o público presente.
Uma das grandes surpresas no registro deste mega-espetáculo foi a participação especial do artista internacional Ian Thomas, de apenas 17 anos. O cantor belga chamou muita atenção devido ao seu talento, carisma e um "algo" a mais que encantou nomes consagrados como Debby Rowe (ex-mulher de Michael Jackson) e o produtor Marc Shaffel, que cuidou das obras da carreira do rei do pop.
| “ | Eu e todos da minha equipe estamos trabalhando muito, vai ser uma megaprodução. Nossa grande expectativa é que todos gostem, estamos nos dedicando muito, pois no nosso último DVD conseguimos ter muito sucesso com o repertório e em toda parte artística e tecnológica, então este próximo trabalho tem que ser do mesmo nível. | ” |

Após gravar seu último DVD, o cantor se preparou para fortalecer sua carreira internacional com a realização de mais uma turnê nos Estados Unidos no mês seguinte. O brasileiro fez apresentações em três cidades dos Estados Unidos: Atlanta (na Geórgia) no dia 3 de outubro, Newark (em Nova Jersey) no dia 4 e Boston (em Massachusetts) no dia 5. Ainda no mesmo ano, o cantor embarcou para a sua primeira turnê europeia no Velho Mundo e passou por três cidades: Zurique (na Suíça), Bruxelas (na Bélgica) e Londres (na Inglaterra).

### Lançamentos póstumos e canções inéditas
Após a sua morte, foram divulgadas duas músicas inéditas na internet (porém não lançadas oficialmente pela Som Livre). Uma foi "Balada Prime" (regravação de Calcinha Preta), que seria o próximo single do cantor, a qual ele apresentou em seu último show em Itumbiara. Era a principal aposta entre as músicas que Cristiano Araújo tinha prontas, e seria lançada oficialmente pela gravadora no dia 29 de junho e o clipe seria trabalhado em julho. A outra música foi "Mais Uma Vez", gravada dois meses antes de sua morte, a pedido de um dos diretores do Hospital de Câncer de Barretos, no interior de São Paulo, que sugeriu ao cantor que gravasse uma música usando apenas o piano para destacar sua voz, e Cristiano aceitou a sugestão. No dia seguinte, mandou a música para o amigo em uma mensagem de celular.
No dia 26 de junho de 2016, dois dias depois de completar um ano de sua morte, a Rede Globo divulgou no Fantástico outras duas das 15 canções inéditas gravadas pelo cantor antes do acidente. As canções foram "Vai Doer" e "As Lágrimas Vão Te Afogar".
No dia 24 de janeiro de 2021, dia em que Cristiano completaria 35 anos, foi divulgado nas redes sociais oficiais do cantor o lançamento de um trabalho inédito em parceria com a gravadora Som Livre e a agência Cubo Music. O projeto vai incluir músicas inéditas, participações de artistas convidados e um documentário. A previsão de lançamento é para o segundo semestre de 2021.
No dia 24 de janeiro de 2025, para homenagear Cristiano na data de seu aniversário de 39 anos, a gravadora Som Livre lançou um dueto póstumo inédito do cantor com Marília Mendonça (1995 - 2021) da canção "De Quem é a Culpa?". O projeto viralizou nas redes sociais e rendeu críticas mistas, com o público alegando ser tanto uma forma de manter vivo o legado dos artistas quanto também de obter lucro em cima de Marília e Cristiano e suas famílias. Diante disso, a Som Livre esclareceu que era uma homenagem a Cristiano e que não foi utilizado qualquer artifício de IA, porque Cristiano já havia gravado a música em estúdio -, quinze dias antes de morrer, e engavetado para lançá-la em um trabalho futuro. Posteriormente, Marília regravou a obra duas vezes - uma para o álbum  Realidade e outra versão inédita -, a utilizada para outra produção em homenagem ao sertanejo. Dois dias depois, em 26 de janeiro, o pai de Cristiano, João Reis de Araújo e a mãe de Marília, Ruth Moreira Dias, concederam uma entrevista exclusiva ao Fantástico a respeito da obra, revelaram que a ideia veio de João com o intuito de imortalizarem o legado de seus filhos e estrearam o clipe ao vivo. A obra foi disponibilizada no canal de Cristiano no YouTube logo após a exibição. 

## Morte
Na madrugada do dia 24 de junho de 2015, Cristiano Araújo e sua namorada, Allana Moraes, de 19 anos, voltavam de um show em Itumbiara, quando o carro em que estavam, um Range Rover na BR-153, no KM 614, entre Morrinhos e o trevo de Pontalina, saiu da pista e capotou. O acidente envolveu mais duas pessoas, o motorista Ronaldo Miranda e o empresário Vitor Leonardo. Allana faleceu no local do acidente, enquanto Cristiano e os outros dois foram levados ao Hospital Municipal de Morrinhos. Devido à gravidade, o cantor teve que ser transferido para o Hospital de Urgências de Goiânia (Hugo). No entanto, durante a transferência de helicóptero, o cantor teve uma hemorragia interna na região do abdômen e não resistiu. Sua morte gerou uma grande comoção nacional.
Ao que tudo indicava, eles estavam sem o cinto de segurança no banco de trás do carro, o que fez com que fossem arremessados do carro no momento do choque. As pessoas que estavam nos bancos da frente tiveram somente ferimentos leves. O velório aconteceu às 17 horas, no Palácio da Música, localizado no Centro Cultural Oscar Niemeyer, em Goiânia, sendo aberto aos parentes e amigos até às 19 horas, quando foi aberto ao público. O corpo do cantor e da namorada foram sepultados no Cemitério Jardim das Palmeiras, em Goiânia, no dia 25 de junho de 2015.

## Vida pessoal
Filho de João Reis de Araújo e Zenaide Silva Melo (primos de primeiro grau), ele tinha quatro irmãos: Ana Cristina Melo Araújo (irmã gêmea), Felipe Araújo, João Vitor e Nelson Faleiro. Ele namorava a estudante Allana Moraes, de 19 anos, havia 1 ano e dois meses. O cantor deixou dois filhos: João Gabriel, nascido em 9 de fevereiro de 2009 fruto do seu relacionamento de dez anos com Luana Rodrigues, e Bernardo, nascido em 23 de janeiro de 2013 fruto de um breve relacionamento com Elisa Leite.

## Turnês
- 2011–2012: Efeitos Tour
- 2013–2014: Continua Tour
- 2014: In The USA Tour
- 2014: Europe Tour
- 2014–2015: In The Cities Tour

## Discografia
| Álbuns de estúdio - Continua (2013) | Álbuns ao vivo / DVD's - Efeitos Tour 2011 (2011) - Ao Vivo em Goiânia (2012) - In the Cities - Ao Vivo em Cuiabá (2014) |

## Filmografia

### Televisão
| Ano  | Título      | Papel     | Notas                 |
| ---- | ----------- | --------- | --------------------- |
| 2013 | Salve Jorge | Ele mesmo | Participação especial |